# Franz Graßl
Franz Graßl (* 7. März 1965 in Berchtesgaden) ist ein deutscher Bergsteiger und Alpinsportler.

## Werdegang
Er ist Mitglied der DAV-Berchtesgaden und war bis Ende 2006 Mitglied der deutschen Nationalmannschaft Skibergsteigen. In diesem Zusammenhang nahm er mehrfach an internationalen Wettbewerben teil, unter anderem beim Europacup, dem Worldcup, den Europa- und Weltmeisterschaften im Skibergsteigen. Graßls Frau Judith, mit der er zwei Kinder hat, ist ebenfalls erfolgreich Skibergsteigerin in der deutschen Nationalmannschaft Skibergsteigen. Sie leben in Ramsau bei Berchtesgaden. Graßl ist aktives Mitglied der Bergwacht.

## Sportliche Erfolge (Auswahl)
- 2003:
  - 2. Platz Deutsche Meisterschaft Skibergsteigen Single

- 2004:
  - Deutscher Meister im Skibergsteigen[1]
  - 2. Platz der Herren über die lange Strecke beim Deutschen Skitourencup
  - 5. Platz beim Mountain Attack Tour-Herren, Saalbach

- 2005:
  - 3. Platz in der Herrenstaffel (zusammen mit Steurer, Klinger, Nickaes) bei der Europameisterschaft Skibergsteigen in Andorra
  - 9. Platz bei der Europameisterschaft Skibergsteigen Team mit Steurer
  - 10. Platz bei der Trofeo Mezzalama mit Wolfgang Panzer und Martin Echtler

- 2006:
  - Deutscher Meister im Skibergsteigen[1]
  - 1. Platz beim Deutschen Skitourencup am Hochgrat (siehe auch: Hochgrat-Skirallye)
  - 5. Platz Weltmeisterschaft Skibergsteigen Staffel (zusammen mit Steurer, Echtler, Nickaes)

- 2008:
  - 1. Platz Deutsche Meisterschaft Skibergsteigen Einzel
  - 7. Platz Patrouille des Glaciers (zusammen mit Klinger und Steurer)

- 2009:
  - Deutscher Meister im Team, Hochgrat[2]
  - 3. Platz bei der Deutschen Meisterschaft Vertical Race, Hochgrat[3]
  - Gesamtsieg DAV-Skitourencup[4]